# Aaron Simeon Spira-Wedeles
Aaron Simeon Spira-Wedeles (geboren zwischen 1594 und 1600 in Prag; gestorben am 3. Dezember 1679 ebenda) war ein jüdischer Gelehrter und Rabbiner.
Wegen einer falschen Anschuldigung, die Tötung eines Täuflings veranlasst zu haben, wurde er zwei Jahre eingekerkert und erhielt schließlich – nach Bezahlung von 8000 Gulden – einen Freibrief durch Leopold I. Sein Sarkophag zeigt eine bildliche Darstellung des Prozesses.